# Eurya roemeri
Eurya roemeri là một loài thực vật có hoa trong họ Pentaphylacaceae. Loài này được Lauterb. mô tả khoa học đầu tiên năm 1912.